# 前橋文化服装専門学校
前橋文化服装専門学校（まえばしぶんかふくそうせんもんがっこう）とは、群馬県前橋市南町3丁目61-4にある服飾学校。

## 学科
- ファッション総合科
- ファッション専攻科